# Resolutie 1459 Veiligheidsraad Verenigde Naties
Resolutie 1459 van de Veiligheidsraad van de Verenigde Naties werd unaniem door de
VN-Veiligheidsraad aangenomen op 28 januari 2003.

## Achtergrond
De voorbije jaren hadden illegaal ontgonnen diamanten — de zogenaamde bloeddiamanten — in grote mate
bijgedragen aan de vele conflicten op het Afrikaanse continent. Zo onder meer in het voorbije conflict in
Angola en Sierra Leone, en het nog lopende conflict in Liberia.
De diamantindustrie had daarom een systeem met certificaten van oorsprong opgezet om dergelijke diamanten uit de wereldhandel te weren; het zogenaamde Kimberley-Proces.

## Inhoud

### Waarnemingen
Men was bezorgd om de link tussen illegale handel in ruwe diamant en gewapende conflicten. Het was de doelstelling van het Kimberley-Proces om conflicten mee te voorkomen door die link te breken. Het was aldus van belang dat de grote diamantproducerende en -verhandelende landen aan dit proces deelnamen.
De Veiligheidsraad waardeerde dan ook Zuid-Afrika, Namibië, België, Rusland, het Verenigd Koninkrijk, Angola, Botswana, Canada en Zwitserland omdat ze vergaderingen van het Kimberley-Proces ontvingen. Op die van 5 november 2002 was beslist dat het certificatenschema op 1 januari 2003 zou ingaan.

### Handelingen
De Veiligheidsraad steunde het Kimberley Process Certification Scheme, het certificatensysteem voor ruwe diamant, evenals de inspanningen om het regime te verbeteren en uit te voeren zoals dit was aangenomen tijdens de Interlaken-conferentie. Ook verwelkomde de raad het feit dat de diamantindustrie zichzelf vrijwillig reguleerde. Ten slotte werd benadrukt dat zo veel mogelijk landen aan het proces moesten deelnemen.

## Verwante resoluties
- Resolutie 1295 Veiligheidsraad Verenigde Naties (2000)

Lijst ·  1455 ·  1456 ·  1457 ·  1458 ·  1459 ·  1460 ·  1461 ·  1462 ·  1463 ·  1464 ·  1465 ·  1466 ·  1467 ·  1468 ·  1469 ·  1470 ·  1471 ·  1472 ·  1473 ·  1474 ·  1475 ·  1476 ·  1477 ·  1478 ·  1479 ·  1480 ·  1481 ·  1482 ·  1483 ·  1484 ·  1485 ·  1486 ·  1487 ·  1488 ·  1489 ·  1490 ·  1491 ·  1492 ·  1493 ·  1494 ·  1495 ·  1496 ·  1497 ·  1498 ·  1499 ·  1500 ·  1501 ·  1502 ·  1503 ·  1504 ·  1505 ·  1506 ·  1507 ·  1508 ·  1509 ·  1510 ·  1511 ·  1512 ·  1513 ·  1514 ·  1515 ·  1516 ·  1517 ·  1518 ·  1519 ·  1520 ·  1521